# Fachschule für Agrarwirtschaft Herford
Die Fachschule für Agrarwirtschaft Herford ist eine von sechs derartigen Schulen in Nordrhein-Westfalen und die einzige in Ostwestfalen-Lippe. Die Absolventen sind „Staatlich geprüfte Agrarbetriebswirte“. Die Schule liegt in Herford in der Radewiger Feldmark an der Ravensberger Straße unweit des Herforder Bahnhofs und der Otto-Hahn-Realschule.

## Ausbildung und Abschlüsse
Die Landwirtschaftskammer Nordrhein-Westfalen unterhält Berufskollegs mit dem Bildungsgang Fachschule für Agrarwirtschaft in den Fachrichtungen Landwirtschaft und Gartenbau. In der Fachrichtung Landwirtschaft bietet die Fachschule für Agrarwirtschaft die Weiterbildung von Landwirtinnen und Landwirten zu staatlich geprüften Agrarbetriebswirtinnen und Agrarbetriebswirten an. Die Fortbildung dauert zwei Jahre. Sie bietet die Möglichkeit zum Erwerb der Fachhochschulreife und der Ausbildereignung. Voraussetzung für den Besuch der Fachschule ist die Ausbildung zur Landwirtin oder zum Landwirt und eine anschließende einjährige Berufspraxis. Zugelassen werden kann auch, wer eine einschlägige Berufstätigkeit von mindestens fünf Jahren nachweist.

## Geschichte
Die 1865 in Osnabrück eröffnete Ackerbauschule wurde 1868 nach Herford verlegt und später zu einer Landwirtschafts- und Realschule umgestaltet. Im Jahr 1922 übernahm die Landwirtschaftskammer die seit 1904 als Landwirtschaftliche Winterschule organisierte Ackerbauschule Herford. Aus dem Realschulzweig wurde das spätere Ravensberger Gymnasium Herford.
1940 wurde der Neubau der Landwirtschaftsschule und 1953 der Neubau der Höheren Landbauschule, die 1949 eröffnet worden war, eingeweiht. Die beiden Schulen fusionierten 1967 und wurden drei Jahre später zu Ganztagsschulen.
1994 wurde die Schule zur Fachschule für Agrarwirtschaft umgewandelt, wobei weiterhin die beiden Teilbereiche bestehen blieben. In der Stufe I (Landwirtschaftsschule) hieß der Abschluss „Staatlich geprüfter Wirtschafter“ und in der Stufe II (Höhere Landbauschule) „Staatlich geprüfter Landwirt“.
Im Jahr 2004 wurden schließlich die bisher eigenständigen Stufen zu einer zweijährigen Fachschule für Agrarwirtschaft – Fachrichtung Landwirtschaft – zusammengefasst. Den Studierenden wird nach erfolgreichem Besuch der Fachschule und nach bestandener Abschlussprüfung der Titel „Staatlich geprüfter Agrarbetriebswirt“ verliehen.

## Ausstattung
Das Schulgebäude hat vier Unterrichtsräume mit 15 bis 50 Plätzen und steht in einer großräumigen Rasenanlage. Die Klassen sind auf neuestem Stand der EDV-Technik einschließlich Internet- und Softwarezugang. Für die etwa 50 Schülerinnen und Schüler gibt es einen Aufenthaltsraum mit Kücheneinrichtung, Grill, Kicker, Dart u. ä.

## Lehrer
An der Schule lehren sieben haupt- und nebenamtliche bzw. nebenberufliche Lehrer. Die nebenamtlichen Lehrer üben im Regelfall eine Spezialtätigkeit im Rahmen der Landwirtschaftskammer aus. Für spezielle Fragestellungen werden regelmäßig Experten unter anderem aus der Wirtschaftsberatung, Landwirtschaftsverwaltung oder Praxis für den Unterricht hinzugezogen.

## Ehemaligenvereine
Ehemalige Schüler können Mitglied in zwei Ehemaligenvereinen werden, dem „Verein landwirtschaftlicher Fachschulabsolventen“ (VLF) mit 485 Mitgliedern (Stand 2015) und der Vereinigung „Cheruskia“ mit 1.288 Mitgliedern (Stand 2007). Beide Vereine kümmern sich hauptsächlich um die berufliche und allgemeine Weiterbildung der ehemaligen Fachschulabsolventen.

## Schriften
- Jahresbericht der Landwirtschafts- und Realschule, Verbunden mit Ackerbauschule, zu Herford : für das Schuljahr ... Herford, 1896/97(1897) - 1897/98(1898); 1898(1899) - 1910(1911) Digitalisat
- Jahresbericht der Landwirtschafts- und Realschule, Verbunden mit Landwirtschaftlicher Winterschule zu Herford. Herford: 1915 Digitalisat